# Anna-Lena Grönefeld
Anna-Lena Grönefeld (ur. 4 czerwca 1985 w Nordhorn) – niemiecka tenisistka, mistrzyni Wimbledonu 2009 i French Open 2014 w grze mieszanej, klasyfikowana w rankingu WTA na 14. miejscu w grze pojedynczej (2006) i 7. w grze podwójnej (2006), reprezentantka Niemiec w Pucharze Federacji i Pucharze Hopmana.

## Kariera tenisowa
Anna-Lena Grönefeld rozpoczęła treningi tenisowe w wieku pięciu lat. W czerwcu 2002 zdobyła juniorskie deblowe mistrzostwo wielkoszlemowe French Open w parze z Barborą Záhlavovą-Strýcovą. Miesiąc później razem z Allison Baker doszły do finału Wimbledonu, pokonane przez Záhlavovą-Strýcovą i Kim Clijsters. Wiosną 2003 została indywidualną triumfatorką French Open, pokonując w finale Wierę Duszewinę 6:4, 6:4. W klasyfikacjach juniorskich Międzynarodowej Federacji Tenisowej notowana na pierwszym miejscu wśród singlistek (lipiec 2003) i drugim wśród deblistek (czerwiec 2002).

### Gra pojedyncza
Status profesjonalnej tenisistki otrzymała w kwietniu 2003 roku. Wygrała jeden turniej WTA w grze pojedynczej – w Acapulco w 2006, a 17 kwietnia tego samego roku notowana była na najwyższym – czternastym miejscu w światowym rankingu WTA.
W kwietniu 2003 odnotowała debiut w drabince singlowej WTA Tour. W chorwackim Bol po przejściu eliminacji awansowała do drugiej rundy. W pierwszym profesjonalnym meczu pokonała Evę Birnerovą 6:2, 6:1, by następnie ulec Wierze Zwonariowej. Dzięki regularnym próbom kwalifikacji do imprez WTA awansowała do drugiej setki rankingu światowego.
W kwietniu 2004 doszła do finału zawodów ITF w Cagnes-sur-Mer i to pozwoliło jej zostać jedną ze stu najlepszych tenisistek globu. W swoim pierwszym meczu wielkoszlemowym w pierwszej rundzie French Open pokonała Samanthę Stosur 6:2, 6:0, a następnie skreczowała po pięciu gemach pojedynku z Jeleną Bowiną. W Palermo osiągnęła pierwszy zawodowy ćwierćfinał. Zimą 2005 odnotowała najlepszy wynik wielkoszlemowy, awansując do trzeciej rundy Australian Open. W drugim etapie turnieju wygrała z Fabiolą Zuluagą. Dwa tygodnie później po raz pierwszy zagrała w finale profesjonalnej imprezy w Pattayi. W finale uległa Conchicie Martínez, eliminując wcześniej Virginię Ruano Pascual. Awansowała na 45. miejsce w rankingu WTA, ale w następnym występie w Hajdarabadzie poddała półfinałowy mecz przeciwko Alonie Bondarenko. W trzeciej rundzie French Open została pokonana przez Francescę Schiavone.
W lipcu 2005 w drugiej rundzie w Stanford ograła liderkę światowych klasyfikacji, Lindsay Davenport, następnie Nathalie Dechy, ale w półfinale lepsza okazała się Kim Clijsters. Drugi w karierze finał osiągnęła w Pekinie, przegrywając walkę o puchar z Mariją Kirilenko. Tydzień później w Luksemburgu ponownie została finalistką, tym razem ulegając Clijsters. Do swojej kolekcji dorzuciła zwycięstwa nad Martą Domachowską, Dinarą Safiną i Nadieżdą Pietrową.
W lutym 2006 Grönefeld wygrała swój pierwszy singlowy tytuł WTA. Wywalczyła go w Acapulco, triumfując w finale nad najwyżej rozstawioną Flavią Pennettą i dostała się do grona dwudziestu najlepszych tenisistek świata. W Indian Wells przedostała się do ćwierćfinału, gdzie została odprawiona przez Mariję Szarapową. Wiosną zagrała też w półfinale w Charleston, gdzie pokonała Swietłanę Kuzniecową i Anabel Medinę Garrigues. Swój najlepszy indywidualny rezultat wielkoszlemowy odnotowała podczas French Open. Po kolejnych zwycięstwach nad Camille Pin, Jameą Jackson, Mariją Kirilenko i Giselą Dulko, musiała w ćwierćfinale uznać wyższość późniejszej mistrzyni, Justine Henin-Hardenne.
Walka z kontuzjami spowodowała, że w 2007 roku ani razu nie przeszła drugiej rundy turnieju i wypadła do trzeciej setki rankingu. Powróciła na korty wiosną 2008, wygrywając zawody ITF w Zlinie, Alkmaar i Periguex; pierwszy występ po przerwie w WTA Tour, w Budapeszcie, zakończyła na ćwierćfinale. Latem wygrała zmagania ITF w Rimini i była w finale w Bronx, przez co podniosła swój ranking i wystartowała w kwalifikacjach do US Open. Przeszła je i bez straty seta doszła do czwartej rundy, przegrywając tam z Dinarą Safiną.
W maju 2009 wystąpiła w półfinale w Estoril, gdzie w dwóch setach przegrała z Jekatieriną Makarową. Podobny rezultat osiągnęła w Palermo, tym razem trafiając na Sarę Errani. Ostatni z trzech półfinałów w tym roku uzyskała jesienią w Seulu, wyeliminowana przez Anabel Medinę Garrigues. Po słabych występach w 2010 i 2011 roku, w sezonie 2012 nie brała udziału w zmaganiach w grze pojedynczej.

### Gra podwójna
Anna-Lena Grönefeld według stanu na 8 kwietnia 2019 roku wygrała osiemnaście deblowych turniejów WTA. 6 marca 2006 notowana była na siódmym miejscu w światowej klasyfikacji gry podwójnej.
W cyklu rozgrywkowym WTA w tej konkurencji zadebiutowała w maju 2003 w Berlinie. W parze z Meghann Shaughnessy w pierwszej rundzie przegrały z Caroline Dhenin i Rossaną de los Ríos. We wrześniu z Evie Dominikovic osiągnęła na Bali pierwszy deblowy ćwierćfinał. W lipcu 2004 z Barbarą Rittner w Palermo po raz pierwszy doszła do półfinału. Miesiąc później Grönefeld została finalistką trzech z rzędu turniejów: w Sztokholmie i Cincinnati z Emmanuelle Gagliardi oraz w Vancouver z Els Callens. Z rodaczką Julią Schruff przegrały finał w Filderstadt z Carą Black i Rennae Stubbs.
Pierwszy turniej WTA wygrała w lutym 2005 w Pattayi, partnerując Marion Bartoli. W finale Niemka i Francuzka ograły Martę Domachowską i Silviję Talaję. W maju z Meghann Shaughnessy zagrała w finale prestiżowych zawodów w Rzymie. Na Wimbledonie partnerowała jej Martina Navrátilová. Doszły one do półfinału, pokonane przez Amélie Mauresmo i Swietłanę Kuzniecową. Z utytułowaną Amerykanką wygrała też zmagania w Toronto po finale z Conchitą Martínez i Virginią Ruano Pascual oraz osiągnęła drugi wielkoszlemowy półfinał – w Nowym Jorku. Jesienią wygrała imprezę na Bali z Meghann Shaughnessy. Trzeci półfinał Wielkiego Szlema odnotowała w Australii w 2006 roku.
W lutym triumfowała w Acapulco, zarówno w singlu, jak i w deblu. Wiosną zagrała w ćwierćfinale Wimbledonu z Shaughnessy, a następnie wygrała imprezę w Stanford z Szachar Pe’er. Będąca w swojej najlepszej formie Grönefeld została finalistką w San Diego, Montrealu i Luksemburgu. W styczniu 2007, zwyciężyła w Sydney, by następnie awansować do ćwierćfinału Australian Open. Do końca roku jedynym znaczącym jej osiągnięciem był półfinał w Ad-Dausze, przegrany z Martiną Hingis i Mariją Kirilenko. Jesienią 2008 okazała się najlepsza w Stuttgarcie (z Patty Schnyder) i Quebecu (z Vanią King), ze Szwajcarką zagrała też w finale w Zurychu.
Finał w Brisbane w styczniu 2009 przegrała z Klaudią Jans i Alicją Rosolską. Ze Schnyder awansowała do ćwierćfinału Australian Open po raz trzeci z rzędu. Odnotowała półfinał w Miami oraz ćwierćfinał French Open i Wimbledonu. Na koniec sezonu zrewanżowała się wymienionym dwóm polskim tenisistkom, kiedy razem z Katariną Srebotnik pokonała je w finale w Linz. W marcu 2010 zakończyła na finale zmagania w Monterrey, a u boku Julii Görges triumfowała w Kopenhadze.
W 2011 była w finałach w Monterrey z King oraz w Linz z Görges. W drodze do finału w Paryżu w lutym 2012 towarzyszyła jej Petra Martić, ale w decydującym starciu lepsze okazały się Liezel Huber i Lisa Raymond. W kwietniu z Görges doszła do finału w Stuttgarcie, ale przegrały w nim z Ivetą Benesovą i Barborą Záhlavovą-Strýcovą.
W 2012 roku razem z Petrą Martić awansowały do finału turnieju w Badgastein, w którym przegrały z Jill Craybas i Julią Görges 7:6(4), 4:6, 9–11. We wrześniu tego roku osiągnęła także finał turnieju rangi Premier 5 w Tokio, gdzie występowała razem z Květą Peschke. W meczu o trofeum przegrały z Raquel Kops-Jones i Abigail Spears 6:1, 6:4. W październiku razem z Peschke zwyciężyła w turnieju w Linzu, gdzie w finale pokonały 6:3, 6:4 Julię Görges i Barborę Záhlavovą-Strýcovą.
W 2013 roku razem z Peschke osiągnęła finał rozgrywek w Brisbane, gdzie uległa 6:4, 4:6, 7–10 parze Sania Mirza–Bethanie Mattek-Sands.
Łącznie wygrała 18 turniejów w grze podwójnej (cztery z Květą Peschke, trzy z Meghann Shaughnessy, dwa z Vanią King oraz po jednym z Marion Bartoli, Martiną Navrátilovą, Szachar Pe’er, Patty Schnyder, Katariną Srebotnik, Julią Görges, Nicole Melichar, Raquel Atawo i Alicją Rosolską), a także wystąpiła 27 razy w przegranych finałach.

### Gra mieszana
Od 2005 roku Grönefeld występuje w turniejach wielkoszlemowych w grze mieszanej. W lipcu 2009 zdobyła mistrzostwo Wimbledonu w parze z Markiem Knowlesem. W Nowym Jorku 2010 doszła do półfinału, podobnie we French Open 2010, w obydwu przypadkach partnerował jej Knowles. W Melbourne osiągnęła ćwierćfinał w roku 2006 w parze z Františkiem Čermákiem.
W 2014 roku razem z Jeanem-Julienem Rojerem awansowała do finału French Open, w którym wygrali 4:6, 6:2, 10–7 z Julią Görges i Nenadem Zimonjiciem. W sezonie 2016 razem z Robertem Farahem przegrała w finale Wimbledonu wynikiem 6:7(5), 4:6 z parą Heather Watson–Henri Kontinen.

### Występy reprezentacyjne
Anna-Lena Grönefeld od 2004 roku regularnie reprezentuje Niemcy w rozgrywkach Pucharu Federacji. Swoje występy rozpoczęła od pierwszej rundy Grupy Światowej, w której Niemki straciły wszystkie pięć punktów w konfrontacji z Francuzkami, a Grönefeld przegrała wszystkie swoje mecze, w tym singlowe z Nathalie Dechy i Amélie Mauresmo. W lipcu 2005 została jednak główną autorką sukcesu swojej drużyny, która w barażach Grupy Światowej pokonała Chorwatki i awansowała do najważniejszej drabinki zmagań. Do cenniejszych wygranych tenisistki w Pucharze Federacji należy pokonanie Lucie Šafářovej i Petry Kvitovej w 2010 oraz Liezel Huber i Vanii King w 2011.

## Historia występów wielkoszlemowych
Legenda
     W, wygrany turniej
      F, przegrana w finale
      SF, przegrana w półfinale
      QF, przegrana w ćwierćfinale
     xR, przegrana w x rundzie
     A, brak startu

### Występy w grze pojedynczej
| Australian Open        | A   | A   | A  | 3R | 2R | 2R  | A  | 1R | 1R  | A   | 0 / 5  | 4 – 5   |  |  |  |  |  |  |  |  |  |  |  |  |  |  |
| French Open            | A   | A   | 2R | 3R | QF | 1R  | A  | 2R | A   | A   | 0 / 5  | 8 – 5   |  |  |  |  |  |  |  |  |  |  |  |  |  |  |
| Wimbledon              | A   | A   | 1R | 1R | 1R | 1R  | A  | 1R | 1R  | A   | 0 / 6  | 0 – 6   |  |  |  |  |  |  |  |  |  |  |  |  |  |  |
| US Open                | A   | A   | 1R | 3R | 1R | A   | 4R | 1R | A   | A   | 0 / 5  | 5 – 5   |  |  |  |  |  |  |  |  |  |  |  |  |  |  |
|                        |     |     |    |    |    |     |    |    |     |     |        |         |  |  |  |  |  |  |  |  |  |  |  |  |  |  |
| Ranking na koniec roku | 561 | 120 | 75 | 21 | 19 | 205 | 77 | 67 | 169 | 263 | 0 / 21 | 17 – 21 |  |  |  |  |  |  |  |  |  |  |  |  |  |  |

### Występy w grze podwójnej
| Australian Open        | A   | A   | A  | 3R | SF | QF | A  | QF | 2R | 3R | 1R | 2R | 2R | SF | QF | 3R | 3R | 1R | 0 / 14 | 27 – 13 |  |  |  |  |  |  |  |
| French Open            | A   | A   | A  | 3R | 2R | 1R | A  | QF | A  | 2R | 2R | 2R | 1R | 2R | 1R | 1R | 2R | 2R | 0 / 13 | 12 – 13 |  |  |  |  |  |  |  |
| Wimbledon              | A   | A   | A  | SF | QF | 2R | A  | QF | A  | 2R | 3R | SF | QF | 3R | QF | SF | 2R | QF | 0 / 13 | 34 – 13 |  |  |  |  |  |  |  |
| US Open                | A   | A   | 2R | SF | 2R | A  | 3R | 3R | 3R | 2R | 1R | 3R | 1R | SF | 1R | 1R | 3R | 2R | 0 / 15 | 22 – 15 |  |  |  |  |  |  |  |
|                        |     |     |    |    |    |    |    |    |    |    |    |    |    |    |    |    |    |    |        |         |  |  |  |  |  |  |  |
| Ranking na koniec roku | 931 | 264 | 47 | 11 | 11 | 52 | 56 | 25 | 56 | 53 | 18 | 15 | 35 | 22 | 28 | 21 | 26 | 11 | 0 / 55 | 95 – 54 |  |  |  |  |  |  |  |

### Występy w grze mieszanej
| Australian Open | A | A | A | A  | QF | 1R | A | 1R | 2R | A | A  | A  | 2R | 1R | 2R | 1R | 1R | QF | 0 / 10 | 8 – 10  |  |  |  |  |  |  |  |
| French Open     | A | A | A | 1R | A  | A  | A | SF | A  | A | 2R | 2R | W  | 2R | 1R | F  | SF | 2R | 1 / 10 | 21 – 9  |  |  |  |  |  |  |  |
| Wimbledon       | A | A | A | 3R | QF | 1R | A | W  | A  | A | 3R | 3R | A  | 2R | F  | 2R | 2R | A  | 1 / 10 | 21 – 9  |  |  |  |  |  |  |  |
| US Open         | A | A | A | 2R | QF | A  | A | 2R | SF | A | A  | 1R | 1R | A  | SF | 1R | 2R | 1R | 0 / 10 | 14 – 10 |  |  |  |  |  |  |  |
|                 |   |   |   |    |    |    |   |    |    |   |    |    |    |    |    |    |    |    |        |         |  |  |  |  |  |  |  |
|                 |   |   |   |    |    |    |   |    |    |   |    |    |    |    |    |    |    |    | 2 / 40 | 64 – 38 |  |  |  |  |  |  |  |

## Finały turniejów WTA
| Legenda                     | Legenda |
| --------------------------- | ------- |
| Wielki Szlem                |         |
| Igrzyska olimpijskie        |         |
| WTA Tour Championships      |         |
| 1988 – 2008                 |         |
| Kategoria I                 |         |
| Kategoria II                |         |
| Kategoria III               |         |
| Kategoria IV                |         |
| Kategoria V                 |         |
| 2009 – 2020                 |         |
| WTA Premier Mandatory       |         |
| WTA Premier 5               |         |
| WTA Premier                 |         |
| WTA International Series    |         |
| WTA 125K series (2012–2020) |         |

### Gra pojedyncza 4 (1–3)
| Końcowy wynik | Nr | Data                | Turniej    | Nawierzchnia  | Przeciwniczka     | Wynik finału  |
| ------------- | -- | ------------------- | ---------- | ------------- | ----------------- | ------------- |
| Finalistka    | 1. | 31 stycznia 2005    | Pattaya    | Twarda        | Conchita Martínez | 3:6, 6:3, 3:6 |
| Finalistka    | 2. | 5 września 2005     | Pekin      | Twarda        | Marija Kirilenko  | 3:6, 4:6      |
| Finalistka    | 3. | 2 października 2005 | Luksemburg | Twarda (hala) | Kim Clijsters     | 2:6, 4:6      |
| Zwyciężczyni  | 1. | 27 lutego 2006      | Acapulco   | Ceglana       | Flavia Pennetta   | 6:1, 4:6, 6:2 |

### Gra mieszana 4 (2–2)
| Końcowy wynik | Nr | Data           | Turniej     | Nawierzchnia | Partner           | Przeciwnicy                      | Wynik finału    |
| ------------- | -- | -------------- | ----------- | ------------ | ----------------- | -------------------------------- | --------------- |
| Zwyciężczyni  | 1. | 3 lipca 2009   | Wimbledon   | Trawiasta    | Mark Knowles      | Cara Black Leander Paes          | 7:5, 6:3        |
| Zwyciężczyni  | 2. | 5 czerwca 2014 | French Open | Ceglana      | Jean-Julien Rojer | Julia Görges Nenad Zimonjić      | 4:6, 6:2, 10–7  |
| Finalistka    | 1. | 10 lipca 2016  | Wimbledon   | Trawiasta    | Robert Farah      | Heather Watson Henri Kontinen    | 6:7(5), 4:6     |
| Finalistka    | 2. | 8 czerwca 2017 | French Open | Ceglana      | Robert Farah      | Gabriela Dabrowski Rohan Bopanna | 6:2, 2:6, 10–12 |

## Finały turniejów WTA 125K series

### Gra podwójna 1 (1–0)
| Końcowy wynik | Nr | Data          | Turniej     | Nawierzchnia | Partnerka       | Przeciwniczki                             | Wynik finału |
| ------------- | -- | ------------- | ----------- | ------------ | --------------- | ----------------------------------------- | ------------ |
| Zwyciężczyni  | 1. | 19 marca 2016 | San Antonio | Twarda       | Nicole Melichar | Klaudia Jans-Ignacik Anastasija Rodionowa | 6:1, 6:3     |

## Występy w Turnieju Mistrzyń

### W grze podwójnej
| Rok  | Rezultat              | Partnerka     | Przeciwniczki                 | Wynik         |
| 2017 | Ćwierćfinał           | Květa Peschke | Chan Yung-jan Martina Hingis  | 3:6, 2:6      |
| 2018 | zawodniczki rezerwowe | Raquel Atawo  | nie wystąpiła                 | nie wystąpiła |
| 2019 | Półfinał              | Demi Schuurs  | Hsieh Su-wei Barbora Strýcová | 1:6, 2:6      |

## Finały juniorskich turniejów wielkoszlemowych

### Gra pojedyncza (1)
| Końcowy wynik | Rok  | Turniej     | Nawierzchnia | Przeciwniczka   | Wynik finału |
| Zwyciężczyni  | 2003 | French Open | Ceglana      | Wiera Duszewina | 6:4, 6:4     |

### Gra podwójna (2)
| Końcowy wynik | Rok  | Turniej     | Nawierzchnia | Partnerka        | Przeciwniczki                     | Wynik finału  |
| Zwyciężczyni  | 2002 | French Open | Ceglana      | Barbora Strýcová | Hsieh Su-wei Swietłana Kuzniecowa | 7:5, 7:5      |
| Finalistka    | 2002 | Wimbledon   | Trawiasta    | Allison Baker    | Elke Clijsters Barbora Strýcová   | 4:6, 7:5, 6:8 |